# HIStory (websérie)
HIStory (pronuncia-se "his story") é uma série de televisão de streaming antológica taiwanesa criada por Chang Ting-fei para a Choco TV e a Line TV. Cada temporada apresenta histórias independentes com diferentes enredos e personagens principais com foco no tema do boys' love, também conhecido como BL. A primeira temporada estreou em 14 de fevereiro de 2017.
A série acumulou um grande número de seguidores internacionais e é bem recebida pela crítica. Em Taiwan, a série atingiu 3,5 milhões de visualizações após os primeiros três meses de lançamento, e 16,5 milhões de visualizações até o final da segunda temporada. HIStory é o primeiro web drama taiwanês a ser exibido na televisão japonesa, com a primeira temporada estreando na Nippon TV do Japão em 31 de julho de 2017. Em 2 de julho de 2018, a série teve sua estreia no horário nobre da televisão em Taiwan pela CTS, exibindo as duas primeiras temporadas consecutivas ao longo do mês. HIStory2: Crossing the Line da segunda temporada recebeu aclamação da crítica por sua caracterização, direção e atuação, ganhando uma indicação ao Golden Bell Award de Melhor Minissérie. Sua sequência cinematográfica, Crossover (跨界) foi anunciada em 17 de agosto de 2018, mas foi cancelada devido ao ajuste da estratégia de conteúdo devido à pandemia de COVID-19, posteriormente anunciando que a quarta temporada estava em andamento. A quinta temporada estreou em 28 de dezembro de 2022.

## Visão geral da série
| Temporada | Temporada | Episódios | Episódios | Originalmente exibido   | Originalmente exibido  |
| Temporada | Temporada | Episódios | Episódios | Estreia da temporada    | Final da temporada     |
| --------- | --------- | --------- | --------- | ----------------------- | ---------------------- |
|           | 1         | 12        | 12        | 14 de fevereiro de 2017 | 3 de março de 2017     |
|           | 2         | 16        | 16        | 30 de janeiro de 2018   | 28 de março de 2018    |
|           | 3         | 40        | 40        | 16 de abril de 2019     | 18 de dezembro de 2019 |
|           | 4         | 20        | 20        | 14 de março de 2021     | 30 de maio de 2021     |
|           | 5         | 20        | 20        | 28 de dezembro de 2022  | 1 de março de 2023     |

## HIStory1
A primeira temporada da série HIStory, frequentemente chamada de HIStory1 quando nomeada junto com as outras temporadas, tem um total de três minisséries, chamadas My Hero, Stay Away From Me e Obsessed, estrelando Aaron Lai e Chiang Yun-lin, Duke Wu e Edison Song, e Bernard Ho e Teddy Yen como três casais para as três minisséries.
| Minisséries       | Contagem de episódios | Primeira exibição       | Última exibição         | Diretor      | Roteirista(s) | Produtor  |
| ----------------- | --------------------- | ----------------------- | ----------------------- | ------------ | ------------- | --------- |
| My Hero           | 4                     | 14 de fevereiro de 2017 | 17 de fevereiro de 2017 | Tang Yi      | Yang Yi-hua   | Rex Chang |
| Stay Away from Me | 4                     | 21 de fevereiro de 2017 | 24 de fevereiro de 2017 | Ishtar Tsai  | Yang Yi-hua   | Rex Chang |
| Obsessed          | 4                     | 28 de fevereiro de 2017 | 3 de março de 2017      | Adiamond Lee | Lin Pei-yu    | Rex Chang |

### My Hero
My Hero é a primeira minissérie de HIStory1, dirigida por Tang Yi e estrelada por Aaron Lai, Chiang Yun-lin e Patricia Lin.
Trama
Durante uma missão para coletar a alma do estudante universitário Gu Si-Ren, cujo tempo na Terra está diminuindo, o ceifador Bai Chang-chang acidentalmente captura a alma de Lan Hsi, matando-a. Para evitar a punição dos deuses, Bai Chang-chang tenta encontrar uma maneira de ajudar Lan Shi a retornar à Terra, mas seu corpo é cremado, tornando-a incapaz de retornar ao seu corpo original. A alma de Lan Shi assume o corpo de Gu Si-Ren em fúria. Ela usa essa oportunidade para tentar voltar com seu namorado Mai Ying-Shiung (Hero), mas ela tem apenas sete dias para que seu namorado se apaixone por seu novo corpo e ganhe o beijo do amor verdadeiro. Caso contrário, sua alma e Gu Si-Ren morrerão.
Elenco
- Aaron Lai como Mai Ying-Shiung "Hero", namorado de Lan Hsi
- Chiang Yun-lin como Gu Si-Ren, um garoto solitário e azarado que tem uma queda por Hero
- Patricia Lin como Lan Shi, cuja alma assume o corpo de Gu Si-Ren
- Da-her Lin como Bai Chang-Chang, o ceifador
- Cason Chiang como Ya Chin, colega de quarto de Si-Ren e Hero

### Stay Away from Me
Stay Away from Me (em chinês:  離我遠一點) é a segunda minissérie de HIStory1, dirigida por Ishtar Tsai e estrelada por Duke Wu, Edison Song e Chiao Man-ting.
Trama
Quando seus pais se casam e partem para uma longa lua de mel, o astro Cheng Ching se muda com seu novo meio-irmão Feng He. Com Cheng Ching prestes a reprovar na faculdade, seus pais confiam a Feng He sua tutoria. Meng Meng, a melhor amiga fujoshi de Feng He, começa a sonhar com a fanfic BL perfeita e tenta juntar os dois, mas Feng He conseguirá ficar longe do irmão?
Elenco
- Duke Wu como Cheng Ching, um ídolo popular que tenta equilibrar a vida profissional e a escola
  - Duke Wu também aparece como Cheng Ching em Make Our Days Count de HIStory3 como sobrinho de Lu Chih-kang.
- Edison Song como Feng He, meio-irmão mais velho e interesse amoroso de Cheng Ching
- Chiao Man-ting como Meng Meng, a melhor amiga de Feng Ho que shipa Cheng Qing e Feng He juntos
- Wang Ying-ying como mãe de Feng He

### Obsessed
Obsessed (em chinês:  著魔) é a terceira e última minissérie de HIStory1, dirigida por Adiamond Lee e estrelada por Bernard Ho, Teddy Jen, Chen Yee.
Trama
Shao Yi-chen, um homem que morre em um acidente de carro após uma briga com seu ex-namorado Chiang Chin-teng, renasce e é enviado de volta 9 anos. Para mudar seu futuro, ele evita Chin-teng e seus sentimentos por ele. Yi-chen começa a destruir seu diário, onde ele escreveu sobre sua paixão de longa data por Chin-teng. Chin-teng encontra algumas páginas e desenvolve uma curiosidade crescente sobre Yi-chen que ele não consegue explicar. O próprio Yi-chen percebe que não consegue resistir a Chin-teng, não importa quantas vezes ele tente.
Elenco
- Bernard Ho como Chiang Chin-teng, um estudante de direito que foi amante de Shao Yi-chen em sua vida anterior. Depois de descobrir algumas páginas do diário de Yi-chen, ele fica curioso sobre ele e finge amnésia para se aproximar dele
- Teddy Jen como Shao Yi-chen, que renasce e é enviado de volta 9 anos. Ele está determinado a começar uma nova vida, mas acha difícil evitar Chin-teng, a quem ele ainda ama
- Chen Yee como Tsai Yi-chun, amigo de infância de Chin-teng que tem uma queda por ele
- Charles Lee como Lei Chung-chun, amigo de infância de Chin-teng
- Johnson Chang como Li Mu-bai, o melhor amigo de Yi-chen que se torna amante de Chung-chun
- Jerry Wu como Che Kang, amigo de Chin-teng
- Wang Ying-ying como mãe de Yi-chen

## HIStory2
HIStory2 é a segunda temporada da série HIStory, tendo um total de duas minisséries, chamadas Right or Wrong e Crossing the Line, estrelando Steven Chiang e Hunt Chang, Zach Lu e Fandy Fan, e Nick Yang e Patrick Shih como três casais para as duas minisséries.
| Minisséries       | Número de episódios | Primeira exibição     | Última exibição         | Diretor       | Roteirista(s) | Produtor  |
| ----------------- | ------------------- | --------------------- | ----------------------- | ------------- | ------------- | --------- |
| Right or Wrong    | 8                   | 30 de janeiro de 2018 | 21 de fevereiro de 2018 | Li Ching-jung | Lin Pei-yu    | Rex Chang |
| Crossing the Line | 8                   | 6 de março de 2018    | 28 de março de 2018     | Ishtar Tsai   | Lin Pei-yu    | Rex Chang |

### Right or Wrong
Right or Wrong (em chinês:  是非) é a primeira minissérie de HIStory2, dirigida por Li Ching-jung e estrelada por Steven Chiang, Hunt Chang. Right or Wrong acumulou 4,25 milhões de visualizações durante sua exibição.
Trama
Shih Yi-jie, um professor associado do departamento de antropologia, é um pai divorciado com uma filha de 6 anos. Por acaso, ele contrata o estudante universitário Fei Sheng-che ("Xiao Fei") para ser babá de sua filha. Depois de anos com horários de trabalho disfuncionais e refeições inconsistentes, a presença de Xiao Fei em casa traz grandes mudanças para a vida de Yi-jie, e ele se apaixona. Mas a vida da família de três é interrompida quando a ex-esposa de Yi-jie retorna, na esperança de reacender seu casamento fracassado.
Elenco
- Steven Chiang como Shih Yi-jie, professor associado de 31 anos do departamento de antropologia
- Hunt Chang como Fei Sheng-che ("Xiao Fei"), um estudante universitário de 19 anos que é contratado por Yi-chieh para ser babá de sua filha
- Ye Yi-en como Shi Ke-you ("You You"), filha de 7 anos de Yi-jie
- Shelby Su como Ye Wen-ling ("Ye Zi"), amigo próximo de Xiao Fei
- Lia Kang como Chou Hsin-ju, ex-esposa de Yi-jie e mãe de Ke-you
- Chu Meng-hsuan como Chou Shao-an, colega de classe de Xiao Fei e irmão mais novo de Hsin-ju
- Chao Yung-hsin como Tia Juan, mãe de Xiao Fei
- Oscar Chiu como Chiang Chao-peng, amigo de Yi-chieh

### Crossing the Line
Crossing the Line (em chinês:  越界) é a segunda minissérie de HIStory2, dirigida por Ishtar Tsai e estrelada por Zach Lu, Fandy Fan, Nick Yang e Patrick Shih. Crossing the Line acumulou mais de 4,56 milhões de visualizações durante sua exibição e é a única série da antologia HIStory a receber uma indicação ao Golden Bell Award de Melhor Minissérie.
Trama
O novo aluno transferido Hsia Yu-hao se junta ao clube de vôlei da Zhihong High School e gradualmente se apaixona pelo aluno veterano Chiu Tzu-hsuan.
Elenco
- Zach Lu como Chiu Tzu-hsuan, um estudioso e severo aluno do 12º ano na Zhihong High. Um antigo atleta estrela do time de vôlei, Tzu-hsuan foi forçado a se aposentar depois que uma lesão grave o deixou incapaz de jogar. Para continuar sua busca no vôlei, ele se oferece para ser o gerente do time, auxiliando na administração dos fundos do time e treinando os jogadores.
- Fandy Fan como Hsia Yu-hao, um aluno do 11º ano. Rebelde, mas justo, ele foi transferido de sua antiga escola secundária após se envolver em uma briga protegendo um aluno mais jovem. Possuindo talento atlético, Yu-hao é convencido a se juntar ao time de vôlei da Zhihong High, apesar de não ter interesse inicial no esporte.
- Nick Yang como Wang Chen-wen, o melhor amigo de Yu-hao que o segue até Zhihong High. Ele tem uma queda por seu meio-irmão mais velho, mas mantém seus sentimentos trancados.
- Patrick Shih como Wang Chen-wu, o outro melhor amigo de Yu-hao e meio-irmão mais velho de Chen-wen. Originalmente um aluno do 12º ano, ele é retido um ano após transferir de escola com Yu-hao.
- Joe Hsieh como He Cheng-en, um aluno do 12º ano. Ele é o capitão do clube de vôlei e é amigo próximo de Tzu-hsuan.
- Hana Lin como Chiu Chien-ju, uma aluna do 10º ano na Bei Jiang High, antiga escola de Yu-hao. Chien-ju é a irmã mais nova de Tzu-hsuan e desenvolve uma queda por Yu-hao depois que ele a salvou de valentões.
- Kong Rui-jun como Ho Chung-chung, professora de Yu-hao e treinadora de vôlei.
- Nemi Zong como Ho Hsiao-hsiao, uma aluna do 12º ano e irmã mais nova de Ho Chung-chung. Ela é assistente do time de vôlei e uma grande fã de mangá yaoi.
- Ryan Hsu como Chen Chia-chun, um aluno do 11º ano e membro do time de vôlei. Ele tem ciúmes do relacionamento próximo de Yu-hao com Tzu-hsuan.
- Nate Wang como Li Chun-che, apelidado de "Xiao Ji Ji", um aluno do 11º ano e membro do time de vôlei.
- Tang Wei-qi como Li-chi, que Chen-wen confunde com a namorada de Chen-wu.
- Chang Han como Tseng Cheng-fan, diretor da Zhihong High.
- Liu Hung-min e Liu Hung-chieh fazem aparições especiais como eles mesmos, membros do time de vôlei da Renhe High, escola rival de Zhihong.

#### Sequência do filme
Em 17 de agosto de 2018, a Choco Media anunciou uma sequência do filme, Crossover (em chinês:  跨界). A preparação para o filme começou após a transmissão de Crossing the Line em março de 2018. Lu, Fan, Yang e Shih irão reprisar seus papéis. O lançamento teatral de Crossing the Line 2 está planejado para o quarto trimestre de 2019. No entanto, o plano foi cancelado devido ao ajuste da estratégia de conteúdo devido à pandemia de COVID-19, anunciando posteriormente que a quarta temporada estava em andamento.

## HIStory3
HIStory3 é a terceira temporada da série HIStory, tendo um total de duas minisséries, chamadas Trapped e Make Our Days Count, estrelando Jake Hsu e Chris Wu, Andy Bian e Kenny Chen, Wayne Song e Huang Chun-chih, e Wilson Liu e Thomas Chang como quatro casais para as duas minisséries.
| Minisséries                            | Número de episódios | Primeira exibição     | Última exibição        | Diretor       | Roteirista(s)             | Produtor  |
| -------------------------------------- | ------------------- | --------------------- | ---------------------- | ------------- | ------------------------- | --------- |
| HIStory3: Trapped (圈套)               | 20                  | 16 de abril de 2019   | 12 de junho de 2019    | Li Ching-jung | Lin Pei-yu, Shao Hui-ting | Rex Chang |
| HIStory3: Make Our Days Count (那一天) | 20                  | 16 de outubro de 2019 | 18 de dezembro de 2019 | Ishtar Tsai   | Shao Hui-ting             | Rex Chang |

### Trapped
Trapped (em chinês:  圈套) é a primeira minissérie de HIStory3, dirigida por Li Ching-jung e estrelada por Jake Hsu, Wu Cheng-yang, Andy Bian e Kenny Chen.
Trama
Um tiroteio misterioso deixa um policial e o chefe do sindicato do crime Hsin Tien Group mortos. Quatro anos depois, o investigador policial Meng Shao-fei está determinado a caçar Tang Yi, o único sobrevivente do fatídico tiroteio — e agora o chefe da gangue Hsin Tien. Tang Yi também está em busca de respostas, mas quer sua própria forma de justiça. Ele parece querer impor sua escolha de punição ao assassino... embora pareça estar escondendo um segredo obscuro. Tang Yi está tentando proteger alguém?
Meng Shao-fei e Tang Yi se envolvem em um jogo mortal de inteligência – um jogo que se torna ainda mais complicado depois que Tang Yi arma uma armadilha de amor para Meng Shao-fei.
Elenco
- Jake Hsu como Detetive Meng Shao-fei, um oficial do terceiro pelotão de investigação que se envolve em um caso de quatro anos envolvendo o assassinato de um policial e um líder da tríade.
- Chris Wu como Tang Yi, o filho adotivo do líder da tríade Tang Kuo-tung, uma das vítimas do assassinato. Tang Yi jura encontrar o assassino e "purificar" a tríade de Tang das drogas e outros negócios ilegais.
- Andy Bian como Fang Liang-tien "Jack", o guarda-costas de confiança de Tang Yi.
- Kenny Chen como Detetive Chao Li-an, apelidado de "Zhao-zi", amigo e colega de trabalho de Shao-fei. Zhao-zi pode ser ingênuo, mas é extremamente otimista e leal.
- Chou Ming-Yu como Tang Kuo-tung[13]
- Dianne Lin como Tso Hung-yeh, a filha adotiva de Tang Kuo-tung.
- Sphinx Ting como Ku Tao-yi, uma seguidora leal de Tang Kuo-tung que desenvolve sentimentos por Hung-yeh.
- Stanley Mei como Li Chih-te, seguidor leal de Tang Yi que também é apaixonado por ele.
- Chen Chia-kuei como Chen Wen-hao, um poderoso traficante de drogas que se acredita ser o assassino de Tang Kuo-tung.
- He Long como Detetive Shih Ta-pao, líder do terceiro pelotão de investigação.
- Amy Yen como Detetive Huang Yu-chi, uma oficial do terceiro pelotão de investigação que tem uma queda por Shao-fei.
- Kass Tsai como Chou Kuan-chih, um oficial do terceiro pelotão de investigação que está ligado ao caso de assassinato.

### Make Our Days Count
Make Our Days Count (em chinês:  那一天) é a segunda minissérie de HIStory3, dirigida por Ishtar Tsai e estrelada por Wayne Song e Huang Chun-chih, e Wilson Liu e Thomas Chang.
Trama
Os estudantes do ensino médio Hsiang Hao-ting e Yu Hsi-ku parecem ser opostos polares: enquanto Hao-ting é um extrovertido extrovertido, cabeça quente e às vezes um valentão, Hsi-ku prefere manter um perfil discreto e se concentrar em seus trabalhos escolares. O que acontecerá quando os dois mundos colidirem conforme seu relacionamento se desenvolve?
Elenco
- Wayne Song como Hsiang Hao-ting, um estudante do terceiro ano do ensino médio que está se preparando para os exames de admissão à faculdade
- Huang Chun-chih como Yu Hsi-ku, o interesse amoroso de Hao-ting que o auxilia em seus estudos
- Thomas Chang como Lu Chih-kang, o dono de uma loja de sobremesas que se apaixona por uma estudante do ensino médio
- Wilson Liu  como Sun Po-hsiang, apelidado de Sun Bo, amigo próximo e colega de classe de Hao-ting que se sente confortável com sua orientação sexual e tem uma queda pelo mais velho Chih-kang
- Sara Yu como Lin Tsai-chu, mãe de Hao-ting
- Spark Chen como Hsiang Ching-chang, pai de Hao-ting
- Brent Hsu como Sun Wen-chieh, primo mais velho de Sun Bo, dono da academia onde ele trabalha
- Hsia En como Hsia En, amigo íntimo e colega de classe de Hao-ting
- Hsia Te como Hsia Te, irmão gêmeo mais novo de En e colega de classe
- Hao Shih como Kao Chun, amigo próximo e colega de classe de Hao-ting
- Tsai Mu-fei como Hsiang Yung-ching, irmã mais nova de Hao-ting
- Wang Chen-lin como Li Ssu-yu, ex-namorada de Hao-ting
- Cindy Chi como Liu Mei-fang, uma fujoshi, amiga de Li Ssu-yu e admiradora de Yu Hsi-ku

## HIStory4
HIStory4 é a quarta temporada da série HIStory. Diferentemente de suas predecessoras, é uma série principal, Close To You.

### Close To You
Close To You (em chinês:  近距離愛上你) é uma minissérie de HIStory4, dirigida por Chen Yi-yu e estrelada por An Jun Peng, Charles Tu, Anson Chen, Lin Chia Wei e Cindy Chi.
Trama
Xiao Li Cheng, um gerente de vendas de alto nível em uma prestigiosa empresa de planejamento de casamentos, se destaca nos negócios, mas luta com o amor. Ele é apaixonado por Liu Mei Fang desde a infância e convoca o colega de trabalho Teng Mu-jen para se passar por seu namorado, na esperança de despertar o interesse de Mei Fang. Enquanto isso, o diretor criativo da empresa, Ye Xing Si, se envolve em um relacionamento complexo com seu meio-irmão, Fu Yong Jie, um estudante de medicina obcecado por ele. À medida que suas emoções se tornam mais complicadas, os quatro homens devem confrontar seus sentimentos e decidir se estão prontos para seguir seus corações.
Elenco
- An Jun Peng como Ye Xing Si
- Charles Tu como Xiao Li Cheng
- Anson Chen como Teng Mu-jen
- Lin Chia Wei como Fu Yong Jie
- Cindy Chi como Liu Mei-fang, uma fujoshi
  - Cindy Chi apareceu pela primeira vez como Liu Mei-fang em Make Our Days Count de HIStory3 como um papel coadjuvante.
- Tiger Wang como Ye Zhi Hui, pai de Xing Si
- Chen Wan Ting como Li Qing Fang, mãe de Yong Jie
- Liao Yi Ling como Irmã Wang, colega de escritório de Xing Si
- Richard Rim como Vice-presidente Gao
- Mimi Chen como Xu Shao Fen, colega de escritório de Xing Si
- GaLin como Dan, colega de escritório de Xing Si
- Li Xing Lu como Zoe, colega de escritório de Mu Ren
- Lin Shuai Fu como Jun Wei, colega de escritório Li Cheng

| Minissérie                            | Número de episódios | Primeira exibição   | Última exibição    | Diretor    | Roteirista(s) | Produtor |
| ------------------------------------- | ------------------- | ------------------- | ------------------ | ---------- | ------------- | -------- |
| HIStory4: Close to You (近距離愛上你) | 20                  | 14 de março de 2021 | 30 de maio de 2021 | Chen Yi-yu | Shao Hui-ting |          |

## HIStory5
HIStory5 é a quinta temporada da série HIStory. Como a quarta temporada, é uma série principal, Love In the Future (遇见未来的你), dirigida por Nancy Chen e estrelada por Sean Chang, Linus Wang, Anson Chen, Jason Tauh e Elaine Ho.
Trama
Em 2000, o alegre entregador Tai Che Ni é enviado em uma missão para entregar um item para Hai Yi, apenas para ser misteriosamente transportado 22 anos no futuro, para 2022. Lá, ele encontra Hai Yi, o jovem herdeiro de um poderoso império empresarial. Perturbado no início, Tai se aproxima de Hai Yi e descobre um lado mais suave nele. Enquanto Tai navega em seus sentimentos por Hai Yi, um romance começa a florescer entre Liang Wen Hsen, um gerente de coração frio, e Lin Huai En, um órfão de bom coração. O amor sobreviverá ao longo do tempo?
Elenco
- Sean Chang como He Bo Wei/Tai Che Ni/Johnny
- Linus Wang como Hai Yi
- Anson Chen como Liang Wen Hsen/Vincent
- Jason Tauh como Lin Huai En/Wynn
- Elaine Ho como Wei Se Mo
- Ouyang Lun como Fu De
- Scott Wang como Hai Yang
- Winnie Chang como Hai Yin
- Kuan Chin Tsung como Wu Cheng Shan
- Lin Shuai Fu como Jun Wei
- Nick Lai como Tony

| Minissérie                                  | Número de episódios | Primeira exibição      | Última exibição    | Diretor    | Roteirista(s) | Produtor |
| ------------------------------------------- | ------------------- | ---------------------- | ------------------ | ---------- | ------------- | -------- |
| HIStory4: Love In the Future (遇见未来的你) | 20                  | 28 de dezembro de 2022 | 1 de março de 2023 | Nancy Chen |               |          |

## Prêmios e indicações
| Ano  | Associações             | Categoria                              | Nomeações                                  | Resultado |
| ---- | ----------------------- | -------------------------------------- | ------------------------------------------ | --------- |
| 2018 | 53rd Golden Bell Awards | Melhor Minissérie                      | HIStory2: Crossing the Line                | Indicado  |
| 2020 | 55th Golden Bell Awards | Melhor Revelação em Série de Televisão | Wilson Liu (HIStory3: Make Our Days Count) | Indicado  |